# Sylvia lugens
Sylvia lugens là một loài chim trong họ Sylviidae.